# Sainte-Marie-la-Robert
Pour les articles homonymes, voir Sainte-Marie.
Sainte-Marie-la-Robert est une commune française, située dans le département de l'Orne en région Normandie, peuplée de 87 habitants.

## Géographie
| Vieux-Pont                                               | Boucé                          | Boucé             |
| Saint-Martin-l'Aiguillon                                 | Sainte-Marie-la-Robert         | Le Ménil-Scelleur |
| Saint-Martin-l'Aiguillon, Sainte-Marguerite-de-Carrouges | Sainte-Marguerite-de-Carrouges | Le Ménil-Scelleur |

### Hydrographie
La commune est située dans le bassin Seine-Normandie. Elle est drainée par l'Udon, le ruisseau du Moulin de Besnard et le fossé 01 des Aucherels,,.
L'Udon, d'une longueur de 28 km, prend sa source dans la commune de Chahains et se jette  dans l'Orne en limite de Sevrai et d'Écouché-les-Vallées, après avoir traversé dix communes.
Le ruisseau du Moulin de Besnard, d'une longueur de 13 km, prend sa source dans la commune de Chahains et se jette  dans l'Udon en limite de Vieux-Pont et de Sainte-Marie-la-Robert, après avoir traversé huit communes.

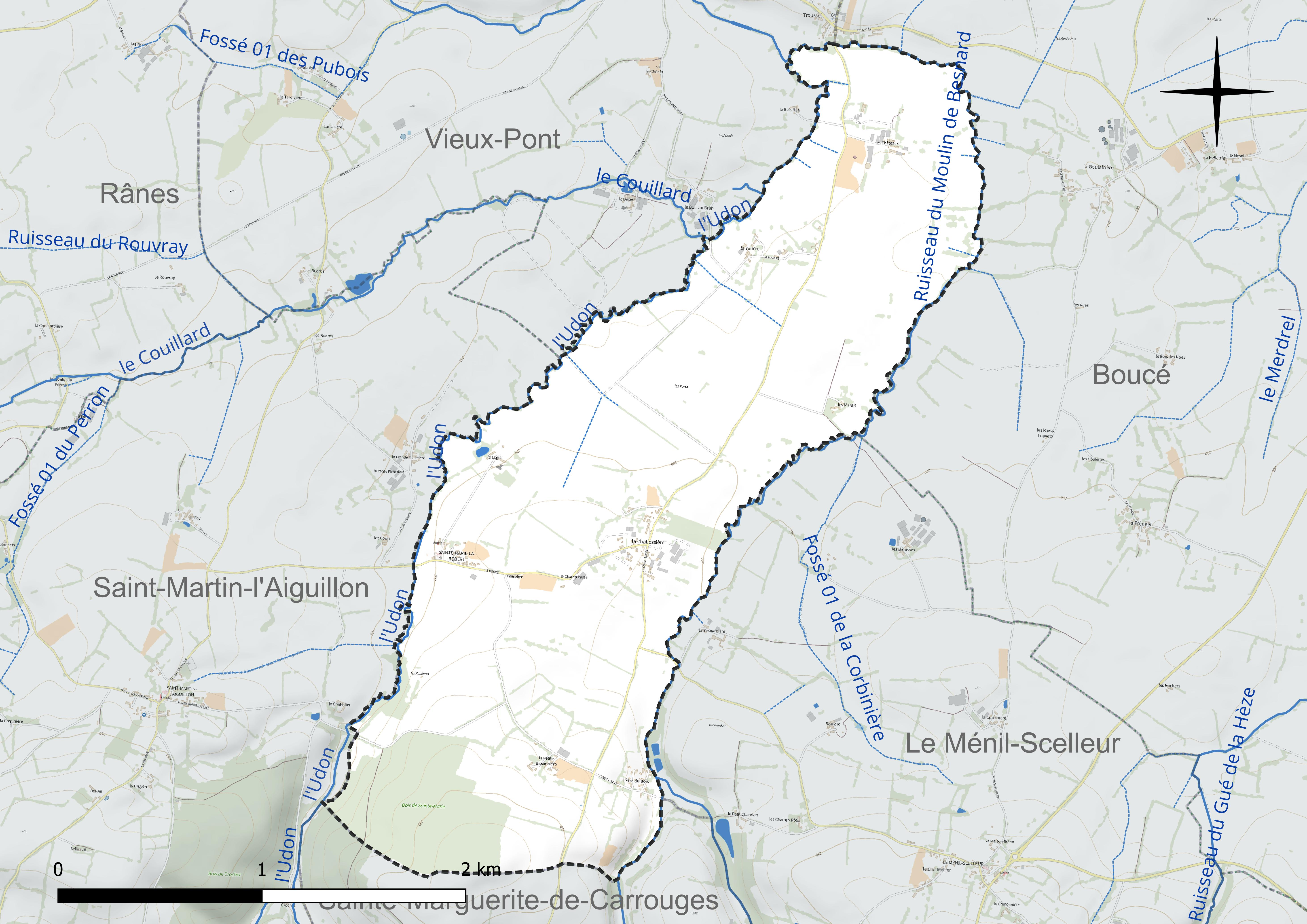
Réseau hydrographique de Sainte-Marie-la-Robert.

### Climat
Pour des articles plus généraux, voir Climat de la Normandie et Climat de l'Orne.
En 2010, le climat de la commune est de type climat océanique altéré, selon une étude du CNRS s'appuyant sur une série de données couvrant la période 1971-2000. En 2020, Météo-France publie une typologie des climats de la France métropolitaine dans laquelle la commune est exposée à un climat océanique et est dans la région climatique Normandie (Cotentin, Orne), caractérisée par une pluviométrie relativement élevée (850 mm/a) et un été frais (15,5 °C) et venté. Parallèlement le GIEC normand, un groupe régional d’experts sur le climat, différencie quant à lui, dans une étude de 2020, trois grands types de climats pour la région Normandie, nuancés à une échelle plus fine par les facteurs géographiques locaux. La commune est, selon ce zonage, exposée à un « climat contrasté des collines », correspondant au Bocage normand, bien arrosé, voire très arrosé sur les reliefs les plus exposés au flux d’ouest, et frais en raison de l’altitude.
Pour la période 1971-2000, la température annuelle moyenne est de 10,2 °C, avec une amplitude thermique annuelle de 13,6 °C. Le cumul annuel moyen de précipitations est de 824 mm, avec 12,8 jours de précipitations en janvier et 7,5 jours en juillet. Pour la période 1991-2020, la température moyenne annuelle observée sur la station météorologique la plus proche, située sur la commune d'Argentan à 17 km à vol d'oiseau, est de 11,1 °C et le cumul annuel moyen de précipitations est de 691,9 mm,. Pour l'avenir, les paramètres climatiques de la commune estimés pour 2050 selon différents scénarios d’émission de gaz à effet de serre sont consultables sur un site dédié publié par Météo-France en novembre 2022.

## Urbanisme

### Typologie
Au 1er janvier 2024, Sainte-Marie-la-Robert est catégorisée commune rurale à habitat très dispersé, selon la nouvelle grille communale de densité à sept niveaux définie par l'Insee en 2022.
Elle est située hors unité urbaine et hors attraction des villes,.

### Occupation des sols
L'occupation des sols de la commune, telle qu'elle ressort de la base de données européenne d’occupation biophysique des sols Corine Land Cover (CLC), est marquée par l'importance des territoires agricoles (92,7 % en 2018), une proportion identique à celle de 1990 (92,7 %). La répartition détaillée en 2018 est la suivante : 
terres arables (49,4 %), prairies (43,3 %), forêts (7,3 %). L'évolution de l’occupation des sols de la commune et de ses infrastructures peut être observée sur les différentes représentations cartographiques du territoire : la carte de Cassini (XVIIIe siècle), la carte d'état-major (1820-1866) et les cartes ou photos aériennes de l'IGN pour la période actuelle (1950 à aujourd'hui).

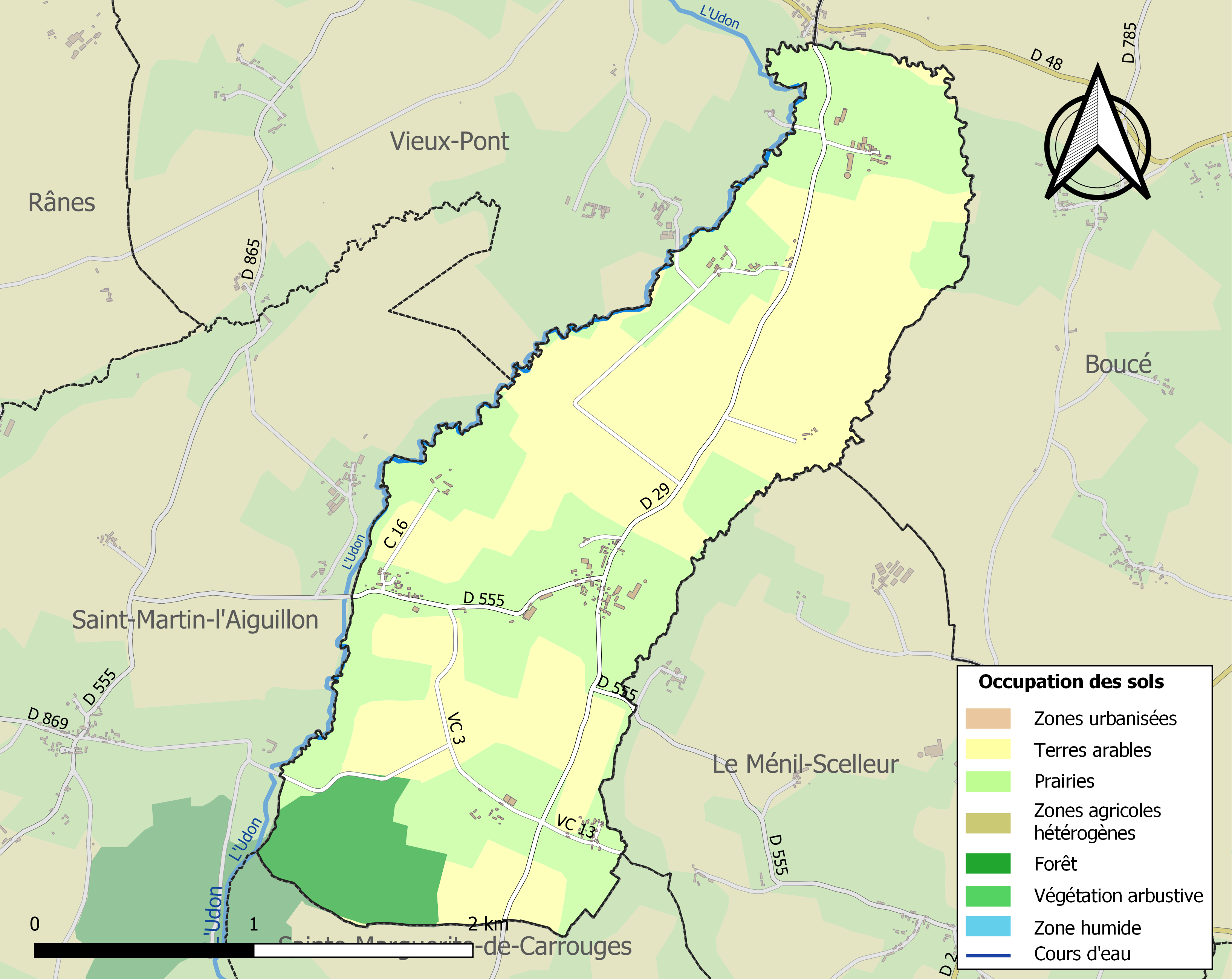
Carte des infrastructures et de l'occupation des sols de la commune en 2018 (CLC).

## Toponymie
Le nom de la paroisse est attesté sous la forme Sancta Maria la Robert en  1200, Sainte-Marie-la-Robert en 1801.
Marie mère de Jésus de Nazareth est la plus célèbre des saintes Marie.
Au moment de la Révolution de 1789, la commune porta le nom de Pommidor sur le Don. Cette dénomination peut surprendre mais elle est le résultat probable d'une confusion : la rivière qui traverse la commune appelée aujourd'hui Udon est parfois dénommée Eudon sur certains anciens documents. L'écriture correcte aurait dû être "Pommidor-sur-l'Eudon".

## Histoire
(septembre 2014).
- 1178-1190 : le comte Robert d'Argences occupe le siège prestigieux d'abbé de l'abbaye royale de Jumièges (il est connu sous le nom de Robert IV).
- 1463 : Montfaut, après enquête établie à la demande de Louis XI, reconnait la « noblesse du seigneur de Sainte-Marie-la-Robert » (de la famille d'Argences de Saint-Germain selon le blason indiqué : de gueules à la fleur de lis d'argent).
- Avant la Révolution, l'abbaye bénédictine de Troarn (à l'est de Caen et proche d'Argences) disposait du droit de présentation pour la cure de Sainte-Marie-la-Robert (privilège accordé par Philippe de Sainte-Marie) et, conformément aux usages en vigueur, en percevait très probablement une partie de la dîme.
- 1664 : Claude le Chevalier est noté "seigneur de Sainte-Marie-la-Robert".
- 1674 : Philippe de la Broise est dit "sieur de Sainte-Marie-la-Robert".
- 1789 : en préparation des États généraux convoqués par le roi Louis XVI au château de Versailles, Huet de la Bissonnerie (de Sainte-Marie-la-Robert, dans le bailliage de Falaise) est élu député du tiers état pour l'assemblée des trois ordres de la province de Normandie (le 16 mars à Rouen).

## Politique et administration
| Période                                  | Période   | Identité         | Étiquette | Qualité     |
| ---------------------------------------- | --------- | ---------------- | --------- | ----------- |
| ?                                        | mars 2008 | Serge Guillaume  |           | Agriculteur |
| mars 2008                                | En cours  | Jean-Paul Huette | SE        | Agriculteur |
| Les données manquantes sont à compléter. |           |                  |           |             |

Le conseil municipal est composé de sept membres dont le maire et un adjoint.

## Démographie
L'évolution du nombre d'habitants est connue à travers les recensements de la population effectués dans la commune depuis 1793. Pour les communes de moins de 10 000 habitants, une enquête de recensement portant sur toute la population est réalisée tous les cinq ans, les populations de référence des années intermédiaires étant quant à elles estimées par interpolation ou extrapolation. Pour la commune, le premier recensement exhaustif entrant dans le cadre du nouveau dispositif a été réalisé en 2005.
En 2022, la commune comptait 87 habitants, en évolution de +3,57 % par rapport à 2016 (Orne : −3,21 %, France hors Mayotte : +2,11 %).
Sainte-Marie-la-Robert a compté jusqu'à 444 habitants en 1831.
| 1793 | 1800 | 1806 | 1821 | 1836 | 1841 | 1846 | 1851 | 1856 |
| ---- | ---- | ---- | ---- | ---- | ---- | ---- | ---- | ---- |
| 302  | 309  | 379  | 402  | 360  | 382  | 353  | 335  | 307  |

| 1861 | 1866 | 1872 | 1876 | 1881 | 1886 | 1891 | 1896 | 1901 |
| ---- | ---- | ---- | ---- | ---- | ---- | ---- | ---- | ---- |
| 283  | 280  | 272  | 274  | 270  | 223  | 216  | 218  | 219  |

| 1906 | 1911 | 1921 | 1926 | 1931 | 1936 | 1946 | 1954 | 1962 |
| ---- | ---- | ---- | ---- | ---- | ---- | ---- | ---- | ---- |
| 203  | 182  | 151  | 152  | 151  | 137  | 143  | 146  | 129  |

| 1968 | 1975 | 1982 | 1990 | 1999 | 2005 | 2006 | 2010 | 2015 |
| ---- | ---- | ---- | ---- | ---- | ---- | ---- | ---- | ---- |
| 141  | 106  | 84   | 84   | 82   | 86   | 87   | 78   | 84   |

| 2020 | 2022 | - | - | - | - | - | - | - |
| ---- | ---- | - | - | - | - | - | - | - |
| 89   | 87   | - | - | - | - | - | - | - |

## Lieux et monuments
- Manoir du Logis (XVe-XVIIe) inscrit au titre des Monuments historiques[26].
- Église Sainte-Marie du XIXe siècle.